# Safe harbor
Un puerto seguro (en inglés, safe harbor) es una disposición de una ley o reglamento que especifica que cierta conducta no viola una norma. Suele encontrarse en un contexto de ambigüedad lingüística por norma general. Por ejemplo, supongamos que en una disposición se obliga a los conductores a "no conducir de forma imprudente". Una cláusula que especifique que "el que conduzca por debajo de 25 km/h no será considerado imprudente", es un safe harbor.
De forma análoga, cuando nos referimos a los unsafe harbor describimos una conducta que sí violará la norma. En el contexto anterior de conducción temeraria, si encontrásemos una cláusula en la que se especificara "el que conduzca por encima de 90 km/h será considerado imprudente", nos hallaríamos ante un unsafe harbor.
En este ejemplo, si condujésemos a una velocidad superior a los 25 km/h pero inferior a los 90 km/h, no hablaríamos de safe harbor o unsafe harbor ya que no nos encontramos en el supuesto: aparecería, así, una ambigüedad o indeterminación, como lo es la palabra imprudente en nuestro ejemplo.

## Justificaciones teóricas
Los safe harbors han sido promovidos por la doctrina como un remedio para reducir la incertidumbre creada por el uso de estándares ambiguos como "imprudencia". Por otro lado, este tipo de formulación de la norma —que la hace flexible— evita el problema de las normas precisas que impiden al juez aplicar un cierto grado de discrecionalidad en las decisiones en casos difíciles. En la teoría, la técnica safe harbor puede combinar las virtudes de las normas ambiguas y las virtudes de las normas precisas, permitiendo al legislador crear la norma con certeza de resultado para los casos específicos y permitiendo a los jueces decidir en los casos que quedan excluidos del supuesto.

## Críticas
Los safe harbor pueden crear reglas precisas que se aplicarán de formas no deseadas. Por ejemplo, conducir a menos de 25 millas por hora en una zona de 60 MPH cuando el tráfico u otras condiciones no lo requieren podría ser una conducción imprudente.[cita requerida]

## Estados Unidos
Un ejemplo de safe harbor es la realización de una Evaluación Ambiental del Sitio de Fase I por parte de un comprador de propiedad: efectuando así la debida diligencia y un resultado de safe harbor si se encuentra contaminación futura causada por un propietario anterior.
La Digital Millennium Copyright Act (DMCA) tiene notables disposiciones de safe harbor que protegen a los proveedores de servicios de Internet de las consecuencias de las acciones de sus usuarios. (De manera similar, la directiva de la UE sobre comercio electrónico proporciona una disposición similar de "mero conducto" que, aunque no es exactamente la misma, cumple la misma función que el puerto seguro de la DMCA en este caso).
En el contexto de la protección ambiental, se puede celebrar un acuerdo voluntario de safe harbor entre los propietarios y el Servicio de Pesca y Vida Silvestre de los Estados Unidos (FWS) o la Administración Nacional Oceánica y Atmosférica (NOAA) en virtud del cual el propietario emprende acciones que protegen y ayudan la recuperación de una especie en peligro de extinción protegida por la Ley de especies en peligro con hábitat en su propiedad. A cambio, el FWS o NOAA se compromete a no requerir ninguna actividad de conservación adicional o diferente en la propiedad sin el consentimiento del propietario. Cuando el acuerdo expira, el dueño de la propiedad puede devolver el paisaje a su condición inicial original si así lo desea.
Las disposiciones de safe harbor se están utilizando en los Estados Unidos para abordar cómo se trata a los niños cuando se convierten en víctimas de la trata de personas y la explotación sexual comercial de niños (ESCNNA) . Estas leyes se están utilizando en Nueva York, Florida y otros 20 estados (a partir de 2014) para "abordar el trato inconsistente" que reciben los niños después de ser explotados sexualmente. Las leyes se utilizan para garantizar que los niños explotados sean tratados como "víctimas", no como "delincuentes".

## Unión Europea
Hay un ejemplo de una decisión de puerto seguro (safe harbor) en referencia a la Directiva de protección de datos de la Unión Europea. La Directiva establece protecciones de privacidad comparativamente estrictas para los ciudadanos de la Unión Europea. Prohíbe a las empresas europeas transferir datos personales a jurisdicciones extranjeras con leyes de privacidad más débiles. Cinco años después, una decisión creó excepciones en las que los destinatarios extranjeros de los datos acordaron voluntariamente cumplir con los estándares de la UE en virtud de los Principios internacionales de safe harbor . En octubre de 2015, a raíz de una decisión judicial del Tribunal de Justicia de la Unión Europea, el acuerdo de safe harbor entre la Unión Europea y los EE. UU. fue declarado inválido debido a que EE. UU. no estaba proporcionando un nivel igualmente adecuado de protección contra la vigilancia de los datos transferidos allí.

## India
Las normas de safe harbor forman parte de las leyes fiscales de la India, según las cuales las empresas multinacionales que declaran determinadas ganancias operativas mínimas no estarán sujetas a rigurosas auditorías de precios de transferencia. Las reglas se emitieron en junio de 2017 modificando la notificación anterior de 2013. Las actuales reglas de safe harbor reducen las ganancias operativas mínimas declaradas por las empresas que subcontratan personal, para evitar una auditoría, a un 17-18%, dependiendo de la facturación del año anterior. Para las empresas de outsourcing, las tarifas de puerto seguro se establecen en un 18-24%. Estas tasas son efectivas para los años de evaluación 2017-18 a 2019-2020.

## Nota
1. ↑  lit. "puerto seguro", pero una denominación más correcta sería "zona gris".